# Juzzie Smith
Pour les articles homonymes, voir Smith.
Juzzie Smith, né en 1980, est un musicien australien multi-instrumentiste basé à Byron Bay en Nouvelle-Galles du Sud.

## Biographie
Juzzie Smith commence à jouer de l'harmonica à l'âge de treize ans. Il s’amuse souvent à expliquer que pour apprendre à jouer ce type d’instrument, on lui a simplement dit de « souffler et de bouger la tête dans tous les sens… » Au même âge, il entend du blues pour la première fois et ça le touche beaucoup. Pour lui, le blues est un sentiment.
Il commence sa carrière dans l'enseignement de la musique, principalement l'harmonica et la guitare de 16 à 26 ans. L'idée du « one man band » est venue dans l'exercice de cette profession. Il prend l'habitude de jouer de la guitare tout en enseignant l'harmonica grâce à un support placé autour du cou. Parallèlement, il tape du pied pour donner à ses élèves le rythme avec lequel jouer. Il trouve ainsi sa voie en étant capable de jouer de plusieurs instruments en même temps. Selon lui, il faut apprendre aux enfants à ressentir la musique et à créer des chansons simples mais agréables. Le blues est assez souvent lié à l'alcool et en tant que non-buveur, il aimerais avoir plus de lieux adaptés aux familles.
À 23 ans, il remporte le très convoité Golden Harmonica au Tamworth Country Music Festival en Angleterre, ainsi qu'au Byron Bay Blues Blowout, chez lui sur la côte est de l'Australie.
À 26 ans, lorsqu'il devient père, il décide de créer son propre style en mêlant le blues à tous les autres genres musicaux. Il aime écouter de la musique blues avec un rythme de danse et des répétitions simples, puis il expérimente ce son et ce style en live. Le son de sa musique s'est ainsi enrichi au fil des années en jouant beaucoup et en essayant de nouvelles choses. À l'époque, il écoute Moby en particulier comment celui-ci utilise la répétition d'échantillons de blues avec un gros rythme. Juzzie Smith joue dans de nombreux groupe, et se produit avec certains des meilleurs musiciens australiens, comme John Butler, Damon Davies, Jodi Martin et Jeff Lang. Mais, fatigué de jouer tard le soir dans des pubs enfumés, il quitte le groupe avec lequel il joue à l'époque pour se produire dans les marchés locaux autour de chez lui, sur la côte nord de Nouvelle-Galles du Sud. Il achète ensuite un vieux bus scolaire et fait ensuite ses valises avec sa famille pour partir faire une tournée de rue dans toute l'Australie,. Le school bus devient rapidement un cool bus. Les Smith voyagent vers le nord de l'île-continent en passant par Darwin puis la côte ouest de l'Australie. Juzzie Smith essaye ainsi la vie de musicien dans la rue et sur les marchés avec son approche de la musique roots. Faire ça tous les week-ends forme sa voix ainsi que la liberté d'être un véritable « one-man band ». Il commence par jouer devant une cinquantaine de spectateurs et collecte suffisamment d'argent pour payer le carburant, tout en affinant continuellement ses chansons, ses instruments et ses performances. Quand ils arrivent dans les rues de Perth, Juzzie Smith attire des foules de centaines de personnes à la fois, et jouer de la musique dans la rue commence à ressembler à une carrière viable. Il rencontre le succès et vend ses CD à chaque fois qu'il joue en live. Depuis son retour sur la côte nord, Juzzie Smith continue à grandir, à se détendre et à profiter de la vie, se concentrant sur de nombreux festivals et continuant à jouer dans la rue quand il en a le temps.
Bien que seul sur scène, Juzzie Smith a en fait son propre groupe : ses jambes forment sa section rythmique, comme il le dit souvent en souriant. L'Australien bronzé est assis sur un cajón, sa jambe gauche bat au rythme de cette grosse caisse cubique en bois, son pied droit actionne un module sonore électronique qui produit le son de la caisse claire quand ce n'est pas un “shaker” ou un tambourin. Sur ses genoux, il a une cigar box guitar à trois cordes qu'il a fabriquée lui-même et qu'il gratte de la main gauche, tandis que de la main droite, il jongle avec des Chucka Chuks - des balles de percussions en plastique rempli de granulés métalliques. Ses jongles rythmés est ce qui a rendu sa musique “virale” dans le monde entier. Juzzie Smith a toujours un harmonica, son instrument de prédilection, suspendu autour du cou, dont il joue lorsqu'il ne chante pas dans le microphone aux effets “bluesy” placé devant son visage,. Il possède une ceinture avec huit harmonicas différents entourant son corps. Chaque harmonica est accordé sur une tonalité différente. Lorsqu'il a besoin de changer de tonalité il change simplement d'harmonica. La particularité de Juzzie Smith est donc son étonnante capacité à jouer jusqu'à six instruments à la fois. Par ailleurs, il joue de plusieurs types de guitares, avec des cordes en nylon, des cordes en acier, de la guitare électrique, de la lapslide et du ukulélé, sans oublier sa fameuse cigar box guitar.

« La guitare slide est comme votre voix, la Cigar box guitar est vraiment pleine de jeu, la pédale stompbox (en) est le battement de cœur de la musique et l'harmonica est tous vos sentiments qui coulent de vos lèvres. Le secret de l'harmonica est simplement de se détendre et de respirer les rythmes. Fredonnez une mélodie, puis travaillez-la. Faites en sorte que l'harmonica ressemble à votre voix, mais qu'il puisse faire bien plus. »

— Juzzie Smith
Le style unique de ce one-man band comme il se définit lui-même, est un mélange de blues, de folk, de country et de rock, dans un groove qui lui est propre. Quand il écrit, une chanson commence souvent par un groove et une mélodie. Il crée ainsi le morceau en travaillant sur la structure et la sensation. Ensuite, il ajoute des paroles à la mélodie, puis assemble le tout. Juzzie Smith joue des chansons basées sur trois accords et les mélodies ne contiennent pratiquement plus de notes. Ses messages sont simples : profiter de la vie et voir le positif. Si ce n'est pas un concept exigeant musicalement ou en termes de contenu, les chansons du “busker” australien sont néanmoins extrêmement fascinantes et “décélérantes”. C'est le cœur de ce que la musique peut faire.

« Le soleil brille pour tout le monde

Pour nous rappeler à tous que nous pouvons

Briller comme le soleil

Et briller pour tout le monde »

— Juzzie Smith, Rise and Shine
Juzzie Smith est un One Man Band qui joue partout dans le monde avec un sentiment distinct de liberté qui émane de lui. En écoutant et en voyant ses performances, le public ressent de la joie et de l’engouement appréciés par tous les âges et tous les horizons. Avec une combinaison de guitare slide, de cigar box guitar et de guitare acoustique, d'harmonica, de chant et de stompbox (en) Wazinator, sa musique unique est difficile à classer dans une seule catégorie. Elle est ludique, amusante et contagieuse. Elle fait naturellement taper du pied, fait bouger les hanches et inspire les gens en les faisant se sentir bien. Elle est influencée par ses nombreux voyages, par des échantillons de nombreux genres et cultures, une goutte de “Tamworth”, un brin de “Delhi”, un soupçon d'“Arhnem Land”, avec une forte touche de “Nouvelle-Orléans”. Le fil conducteur de la musique de Juzzie Smith est ce qu’il décrit comme Good Vibes. C'est une musique optimiste et groovy, de la nourriture “soul” pour le monde moderne, servie par Juzzie Smith. Sympathique avec un grand sens de l'humour, il noue un contact étroit avec son public et a toujours du temps pour ses fans.
Le busker de la côte est australienne s'est produit devant des foules de son pays ainsi qu'à l'internationale, du Byron Bay Blues Festival jusqu'au Edinburgh Fringe Festival, en passant par l'International Blues Festival Schöppingen en Allemagne, ou le Festival Blues on Broadbeach qui se tient au Surf Parade Resort de Broadbeach (en) dans le Queensland, partageant sa voix brute et chaleureuse, aux accents country-folk, avec un simple message d'amour de la vie.
Il totalise plus de 120 millions de vues sur les réseaux sociaux et est en tête des charts d'iTunes blues du monde entier. Il pourrait ainsi remplir de nombreuses salles de concert, mais Juzzie Smith préfère jouer sur les marchés ou dans la rue, « parce qu’alors, il est à la maison le soir et il peut coucher ses enfants. »
Cependant, en 2015, avec le lancement de son nouvel album Rise & Shine, grâce auquel il inscrit des chansons dans les charts Blues du monde entier, Juzzie Smith entreprend sa plus grande tournée nationale et internationale.

« Le blues et la musique folk m'ont emmené partout dans le monde. J'ai remarqué que cette musique est un langage qui rassemble tous les horizons de vies différentes. Rencontrer des gens est ce que j'aime et en me connectant avec la musique, j'ai appris que nous sommes une grande famille sur cette planète. »

— Juzzie Smith

Le 18 juin 2022, Juzzie Smith et son fils Rumi passent une journée inoubliable à explorer les ruines du château de Saint-Ulrich qui domine la commune de Ribeauvillé, dans le Haut-Rhin. Dans sa poche, il a un harmonica en do grave ce qui lui donne l'envie de faire un petit jam dans ce lieu qu'il trouve magique et inspirant, avec cette ville alsacienne en contrebas qu'il voit si belle sous le soleil cet après-midi là. Au cours du même voyage en Europe, Rumi et Juzzie ont renouvelé l'expérience avec des sessions où le fils filme son père jouant de l'harmonica, des chuka chucks et du ukulélé sur les sommets suisses,.
Le parcours de Juzzie Smith est un exemple qui marche, parle et chante pour dire qu'il est payant de suivre son cœur. Ce n’est pas l’argent la principale motivation. Juzzie Smith fait partie de ces âmes véritablement créatives qui vivent de quelque chose qu’elles aiment absolument.

### Surfeur professionnel

Lennox Head, le spot de surfs préféré de Juzzie Smith.

En plus d'être musicien, Juzzie Smith est également surfeur professionnel chez lui en Australie. C'est un surfeur très détendu. Il éprouve autant de plaisir à regarder quelqu’un prendre une vague qu’à la surfer lui-même. Il dit bonjour à la plupart des autres surfeurs qu'il croise sur l'eau. Parfois même, il les interpelle amicalement du haut d'une vague. Et s'il ressent une attitude plutôt agressive, il cherche tout simplement une autre vague. Le surf est pour Juzzie Smith un médicament pour revenir vers lui-même. Généralement, avant d'enregistrer une chanson, avec sa compagne il va prendre quelques vagues puis un café avant d'aller travailler en studio. Parmi ses différents spots de surfs préférés, il trouve la vague de Lennox Head très amusante, même s'il a failli s'y noyer par deux fois, s'en sortant avec de nombreuses coupures sur les pieds.

## Instruments joués
- Voix
- Harmonicas
- Guitares acoustiques et électriques
- Cigar box guitar
- Lap steel guitar
- Bottleneck
- Ukulélé
- Banjo
- Tambourin à pied
- Chucka Chuks (balles de percussion et de jonglage)
- Cajón
- “Shaker”
- Didgeridoo

Juzzie Smith adore les harmonicas à tonalité grave car le son est plus “bluesy”. Il joue principalement avec un classique “Low C Seydel 1847 (en)”.
 Quant au microphone, il utilise un “Shure 7B”.

## Récompenses
- 2003 — Golden Harmonica au Tamworth Country Music Festival[6]
- 2003 — Golden Harmonica au Byron Bay Blues Blowout[6]

## Vie privée
Juzzie Smith vit à Byron Bay dans le comté de Byron en Nouvelle-Galles du Sud, sur la côte est de l'Australie. Il est marié et a deux enfants, sa fille Olivia et son fils Rumi. Il est également ami avec son compatriote et confrère Xavier Rudd.